# Dia Nader de El-Andari
Dia Nader de El-Andari (sinh năm 1950) là một chính trị gia và nhà ngoại giao người Venezuela, Đại sứ đặc mệnh toàn quyền của Venezuela đến Syria trong giai đoạn 2006-2009 và Charge d'affaires của Đại sứ quán Venezuela tại Serbia trong 2011-2019.

## Tiểu sử
Dia Nader de El-Andari sinh năm 1950. Năm mười bảy tuổi, cô đến học tại Liên Xô và tốt nghiệp Khoa Vật lý, Toán học và Khoa học tự nhiên của Đại học Hữu nghị Nhân dân, chuyên ngành vật lý năm 1972. Năm 1975―1978, Dia Nader de El-Andari học tại trường đại học của Đại học Hữu nghị Nhân dân và năm 1978, cô bảo vệ luận án của mình. Sau đó, cô nói rất nồng nhiệt về những năm tháng cô đã ở Liên Xô: " Cha tôi đã gửi tôi đến đây vì ông muốn tôi học cách yêu quê hương. Tôi đã học được về tình bạn và tình anh em, và tôi nghĩ rằng giấc mơ của anh ấy đã thành hiện thực ", cô nói trong một cuộc phỏng vấn. Sau khi trở về Venezuela, Dia Nader de El-Andari đã làm việc tại Đại học Zulia trong hơn hai mươi năm.
Năm 2004―2006, Dia Nader de El-Andari là Cố vấn cho Bộ trưởng Ngoại giao Venezuela ở Châu Á, Trung Đông và Châu Đại Dương. Năm 2006―2009, cô là Đại sứ đặc mệnh toàn quyền của Venezuela tại Syria.
Từ năm 2011, Dia Nader de El-Andari là Cố vấn-Sứ giả và Nhân viên phụ trách của Đại sứ quán Venezuela tại Serbia.
Dia Nader de El-Andari là một góa phụ và có ba đứa con.
Dia Nader de El-Andari đóng vai chính trong bộ phim tài liệu Canada-Serbia The weight of Chains 2, dành riêng cho tình hình chính trị và kinh tế của các quốc gia Nam Tư cũ.
Dia Nader de El-Andari thông thạo tiếng Tây Ban Nha, tiếng Ả Rập, tiếng Nga và tiếng Anh.